# Шеньчжоу-14
Шеньчжоу-14 (кит. трад. 神舟十四号, піньїнь: Shénzhōu shísì hào, акад. Шеньчжоу шиси хао, буквально «Священний човн-14», англ. Shenzhou-14) — дев'ятий пілотований космічний корабель КНР серії «Шеньчжоу».
Політ «Шеньчжоу-14» став дев'ятим пілотованим польотом КНР і третім пілотованим польотом до орбітальної станції Тяньгун, до якої перед цим, 10 травня, автоматично пристикувався вантажний корабель «Тяньчжоу-4» з 5 тоннами вантажу для екіпажу підтримки орбіти станції.
Стартував 5 червня 2022 року і того ж дня пристикувався до Китайської космічної станції. Космонавти повернулись на Землю 4 грудня 2022 року.

## Запуск та пристикування

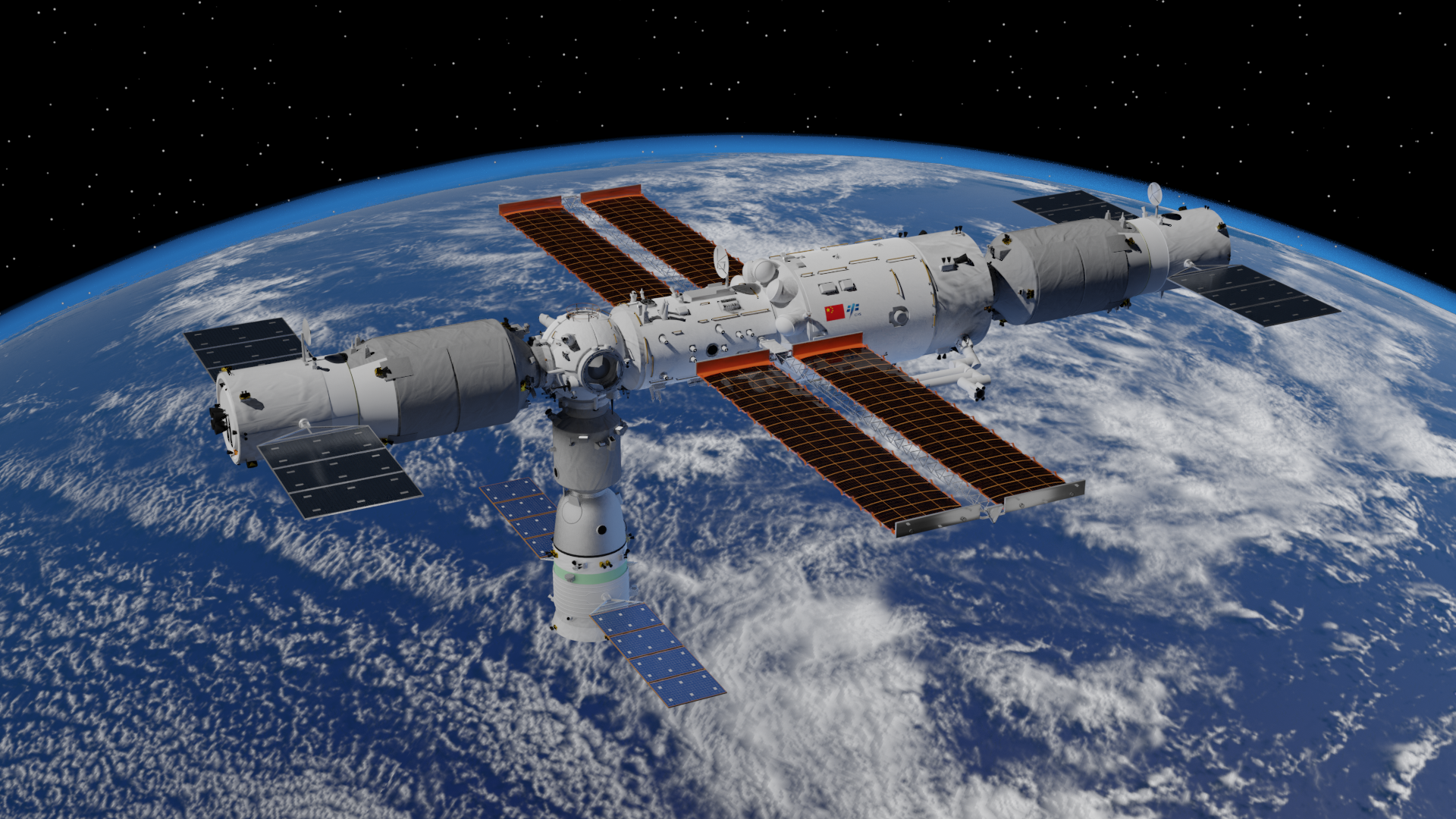
Модель станції «Тяньгун» із трьома пристикованими кораблями.

Корабель та його ракета-носій Чанчжен-2F Y-14 були доставлені на стартовий стіл космодрому Цзюцюань 29 травня. Запуск здійснено 5 червня 2022 о 10:44 за пекінським часом (5:44 МСК), з трьома космонавтами на борту.
Стикування з надирним стикувальним вузлом базового модуля станції проведено 5 червня о 17:42 за пекінським часом (12:42 МСК), політ до станції зайняв 6 годин 58 хвилин. Враховуючи пристиковані раніше вантажні кораблі «Тяньчжоу-3» та «Тяньчжоу-4», до станції виявилися пристиковані три кораблі одночасно. Такий самий склад і таку саму форму комплекс мав з 15 жовтня 2021 по 27 березня 2022 року, коли до нього були пристиковані вантажівки «Тяньчжоу-2» та «Тяньчжоу-3» та пілотований корабель «Шеньчжоу-13».

## Екіпаж
Екіпаж «Шеньчжоу-14» склали три офіцери із загону космонавтів НВАК: командир Чень Дун, перша жінка-космонавт Китаю Лю Ян і Цай Сюйчже, яка летить у космос вперше.

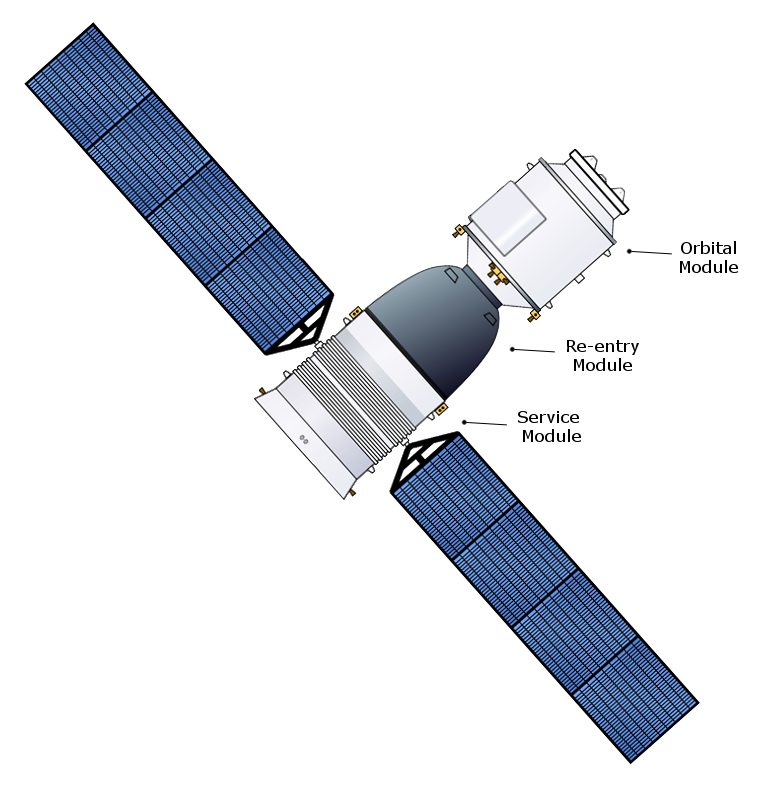
Схема кораблів серії «Шеньчжоу».

| Тайконавт  | Посада   | № польоту | Організація |
| ---------- | -------- | --------- | ----------- |
| Чень Дун   | Командир | 2         | CNSA        |
| Лю Ян      |          | 2         | CNSA        |
| Цай Сюйчже |          | 1         | CNSA        |

## Програма польоту
Відповідно до плану польоту, екіпаж «Шеньчжоу-14» допомагав у при стиковці до основного блоку станції лабораторних модулів «Веньтянь» (24 липня 2022) та «Ментянь» (31 жовтня 2022). Це було перше стикування модулів станції в історії китайської космонавтики. Після їх стикування екіпаж провів тестування комплексу з трьох модулів, перевірив роботу шлюзової камери модуля Веньтянь, вперше вийшовши через неї у відкритий космос, а також великого та малого маніпуляторів.
Еекіпажем проведено близько 100 наукових експериментів та уроків з борту станції для школярів КНР.
28 листопада 2022 року, за кілька днів до розстикування «Шеньчжоу-14», до станції пристикувався корабель «Шеньчжоу-15». Під час цієї першої «перезмінки» в історії космонавтики КНР, у грудні 2022 року, на станції вперше знаходитились 6 тайконавтів одночасно. Таким чином, станція продовжить залишатися безперервно житловою, починаючи із запуску «Шеньчжоу-14» 5 червня 2022 року.
4 грудня 2022 року корабель разом з трьома космонавтами на борту успішно повернувся на Землю. 